# Karl IX của Thụy Điển
Karl IX, còn gọi là Carl, Charles (tiếng Thụy Điển: Karl IX; 4 tháng 10 năm 1550 – 30 tháng 10 năm 1611), là Quốc vương Thụy Điển từ năm 1604 cho đến khi băng hà. Ông là con trai út của vua Thụy Điển Gustav I với người vợ thứ hai là Margareta Leijonhufvud, em trai của Erik XIV và Johan III, đồng thời là chú của Sigismund, vua của Thụy Điển và Ba Lan. Theo nguyện vọng của cha ông, Karl quản lý vùng đất Công quốc Södermanland, bao gồm các tỉnh Närke và Värmland; nơi mà ông không thực sự sở hữu cho đến khi người anh trai Johan lật đổ Erik XIV lên kế vị vào năm 1568.
Karl bắt đầu tính đến việc kế vị ngai vàng sau khi anh trai là Johan qua đời năm 1583. Người cháu trai vừa lên ngôi là Sigismund theo Công giáo đã nhanh chóng gây bất đồng với chú là Công tước Karl về vấn đề Công giáo - Tin lành. Là một người nhiệt thành với Tin lành giáo, Karl âm thầm chuẩn bị và vận động được Quốc hội Thụy Điển buộc Sigismund từ bỏ ngai vàng vua Ba Lan năm 1595 và ông chính thức lên ngôi vua Ba Lan. Năm 1604, Karl lên ngôi vua Thụy Điển. Ông lấy hiệu là Karl IX, mặc dù ông và một trong những người tiền nhiệm là Erik XIV, đều lấy số hiệu theo lịch sử hư cấu của Thụy Điển. Trên thực tế, ông là vị vua Thụy Điển thứ ba có tên là Karl.
Triều đại của Karl bắt đầu bằng một loạt các bất đồng về vấn đề Công giáo - Tin lành, ngòi nổ cho cuộc chiến tranh Ba mươi năm sẽ diễn ra trong vài chục năm sau đó. Dưới thời Karl IX, Thụy Điển tiến hành nhiều hoạt động nhằm làm suy yếu và triệt tiêu Công giáo vốn đang hoành hành tại Thụy Điển vào thời Sigismund, và tạo tiền đề củng cố Tin Lành tại Thụy Điển.

## Công tước Karl
Năm 18 tuổi, ông lãnh đạo cuộc nổi dậy chống lại anh trai mình là vua Erik XIV vì ông này quá tàn bạo. Cuộc nổi dậy này thực chất do Johann của Ba Lan lãnh đạo, Karl có thể chỉ hưởng ứng chư không tham gia cuộc nổi dậy này. Sau khi Eric XIV bị tân vương truất phế và giết chết, Karl hầu như không có động tĩnh gì với triều đại Johann III và chịu yên phận ở Södermanland. Mãi đến khi vua Johann III có nhiều ưu đãi với Công giáo La Mã, vì hoàng hậu Catherine vốn là một công chúa người Ba Lan theo Công giáo; đã khiến Karl rất tức giận. Quan hệ của Karl với Johan III luôn căng thẳng. Một mặt, ông không hề cảm thông với các khuynh hướng của Giáo hội Công giáo từ Johan III, mặt khác ông kiên quyết chống lại tất cả những nỗ lực của nhà vua để hạn chế quyền lực của ông với tư cách là công tước xứ Södermanland. Do nhà vua được thế lực của Quốc hội và các quý tộc hết sức ủng hộ, nên mọi hoạt động của Karl đều bất thành.
Cơ hội đã đến rất bất ngờ cho Karl, khi mà năm 1583 quốc vương Johan III của Thụy Điển vừa chết và con trai của ông ta là Sigismund III lên ngôi. Vốn là một người quá tôn sùng Công giáo, tân vương Sigismund khiến toàn dân Thụy Điển rất tức giận khi ông ta (tức Sigismund) có thể đưa Thuỵ Điển trở lại với Công giáo La Mã. Nắm bắt được tình hình này, Karl triệu tập hội nghị tôn giáo ở Uppsala, tại đó giới tăng lữ đã thông qua một bản tuyên bố xác định dứt khoát Thuỵ Điển là một quốc gia theo đạo Tin Lành Luther. Tuy nhiên, người cháu trai đã kiên quyết chống lại mọi hành động của Karl để giữ vững quan điểm về một đất nước Thụy Điển theo Công giáo. Karl đã nhanh chóng chống lại người cháu trai của minh một cách quyết liệt nhất, kết quả là đến năm 1595 Nghị viện đề cử Karl làm Nhiếp chính vương Thụy Điển thay Sigismund đang bận chiến tranh ở phương xa. Năm 1599, công tước Karl làm đảo chính đánh bại Sigismund trong trận Stangebro. Tháng 5/1599, Karl vận động Nghị viện (riksdag) phế truất Sigismud làm ông ta phải vào ngôi vua Ba Lan để tồn tại đến 1632.

## Quốc vương Karl
Công tước Karl chính thức lên ngôi vua Thụy Điển vào ngày 24/2/1604, sau khi Nghị viện tuyên bố Sigismund đã từ bỏ ngôi vua Thụy Điển. Chính thức đăng quang kể từ ngày 15/3/1607, Karl IX đã biến Thuỵ Điển thành một nước quân chủ thiên về quân sự. Lợi dụng nước Nga đang khủng hoảng do nội loạn trong nước và Ba Lan đang là kẻ thù truyền kiếp của Thụy Điển, Karl IX gây chiến với Livonia và Ingria, duy trì Chiến tranh Ba Lan-Thụy Điển (1600-1611). Đến cuối triều đại, Karl bắt đầu tiến đánh Đan Mạch để chiếm vùng Lappland.
Trong tất cả các cuộc chiến tranh, ông đã ít nhiều thành công, do một phần là ông có quyết định sáng suốt; phần nữa là may mắn. Chính sách đối ngoại dựa trên chiến tranh mà ông là người mở đường đã để lại dấu ấn trên đường lối ngoại giao của Thuỵ Điển trong hơn một thế kỷ sau đó. Trong thời gian ông ở chiến trường, vị Tể tướng Thụy Điển Erik Larsson Sparre (1593 - 1600), Svante Turesson Bielke (1602 - 1609) thay ông giữ quyền triều chính. Khi đang chiến tranh với Đan Mạch, ông bất ngờ qua đời và con trai là Gustav II Adolf kế vị. Mặc dù bị đánh giá là một người độc ác, vô nhân đạo; nhưng ông chính là người củng cố công việc của Gustav I, việc tạo ra một nhà nước Tin Lành vĩ đại; ông đã chuẩn bị đường cho việc xây dựng đế chế Tin lành của Gustavus Adolphus